# Beiladung (Transport)
Eine Beiladung im Gütertransport bzw. in der Verkehrswirtschaft bezeichnet in der Regel eine Teilladung von Mobilien, die bei einem Haupttransport beigeladen werden. 
Im Unterschied zu einer konventionellen Sendung, die vom Auftraggeber terminlich vorgegeben wird, handelt es sich bei einer Beiladung um eine Fracht, die je nach Vereinbarung entweder innerhalb eines festen Zeitfensters oder völlig flexibel ausgeführt werden kann.
Da die Transporte durch die Hauptfracht schon kostendeckend sind, können Beiladungen preisgünstiger sein bzw. zu Grenzkosten angeboten werden.
Eine häufige Form der Beiladung ist Luftfracht in Passagierflugzeugen. Diese Frachten nennt man auch Belly-Frachten. Das Frachtvolumen der Beiladungen überwiegt teilweise die regulären Transportvolumina. Im Vergleich zu den Kosten für ein gechartertes Flugzeug sind diese wesentlich günstiger, haben aber gegenüber den Fluggästen und deren Reisegepäck keine Priorität, d. h. wenn nach dem Einchecken aller Passagiere keine ausreichende Ladekapazität für die Fracht mehr besteht, muss diese bis zur nächsten Möglichkeit der Mitnahme zwischengelagert werden. Ein Anspruch auf die Mitnahme besteht in der Regel nicht.
Auch im Straßengüterverkehr werden Beiladungen angeboten. Insbesondere wenn eine einzelne Ladung vom Volumen oder Gewicht nicht die gesamte Kapazität des Transportfahrzeuges ausnutzt, ist es sinnvoll, die Ladekapazität des Fahrzeuges durch Hinzufügen einer oder mehrerer Beiladungen optimal auszunutzen. Durch maximale Ausnutzung der Ladekapazitäten von Lkw werden Leerfahrten und Fahrten mit geringer Auslastung vermieden. Das trägt zu einer Entlastung des Straßenverkehrs durch weniger Nutzfahrzeuge bei. Insbesondere in der Möbel- und Umzugslogistik haben sich Beiladungen bereits etabliert, da sie für den Auftraggeber kostengünstig sind und für den Unternehmer eine Optimierung der Fahrzeugauslastung und Senkung der Kosten zur Folge haben.